# Claudio Gugerotti
Claudio Gugerotti (ur. 7 października 1955 w Weronie) – włoski duchowny rzymskokatolicki, dyplomata watykański, arcybiskup, podsekretarz Kongregacji ds. Kościołów Wschodnich w latach 1997–2001, nuncjusz apostolski w Gruzji, akredytowany również w Armenii w latach 2002–2011, nuncjusz apostolski na Białorusi w latach 2011–2015, nuncjusz apostolski na Ukrainie w latach 2015–2020, nuncjusz apostolski w Wielkiej Brytanii w latach 2020–2022, prefekt Dykasterii ds. Kościołów Wschodnich od 2022, kardynał diakon od 2023.

## Życiorys
Święcenia kapłańskie otrzymał 29 maja 1982, których udzielił mu Giuseppe Amari, biskup diecezjalny Werony. W 1985 rozpoczął pracę w Kongregacji ds. Kościołów Wschodnich, natomiast 17 grudnia 1997 został mianowany przez papieża Jana Pawła II podsekretarzem tejże Kongregacji.
7 grudnia 2001 papież Jan Paweł II mianował go nuncjuszem apostolskim w Gruzji, akredytowanym również w Armenii wynosząc do godności arcybiskupa tytularnego Rebellum. Święcenia biskupie otrzymał 6 stycznia 2002 w bazylice św. Piotra na Watykanie. Głównym konsekratorem był sam papież, a współkonsekratorami arcybiskup Leonardo Sandri, substytut ds. ogólnych Sekretariatu Stanu, i arcybiskup Robert Sarah, sekretarz Kongregacji ds. Ewangelizacji Narodów. Jako zawołanie biskupie przyjął słowa „Per orientalem viam” (Po stronie wschodniej).
15 lipca 2011 papież Benedykt XVI mianował go nuncjuszem apostolskim na Białorusi.
13 listopada 2015 papież Franciszek przeniósł go do nuncjatury apostolskiej w Ukrainie.
4 lipca 2020 został mianowany nuncjuszem apostolskim w Wielkiej Brytanii.
21 listopada 2022 papież Franciszek mianował go prefektem Dykasterii ds. Kościołów Wschodnich. Urząd objął 16 stycznia 2023, a 21 kwietnia 2025, z chwilą śmierci papieża Franciszka, przestał go pełnić.
9 lipca 2023 podczas modlitwy Anioł Pański papież Franciszek zapowiedział włączenie go do Kolegium Kardynałów, a 30 września 2023 w trakcie konsystorza na placu Świętego Piotra kreował go kardynałem diakonem, a jako kościół tytularny nadał mu św. Ambrożego Wielkiego. 7 grudnia 2023 uroczyście objął swój kościół tytularny w Rzymie.
4 października 2023 papież Franciszek mianował go członkiem Papieskiej Komisji ds. Państwa Watykańskiego, a także członkiem w następujących Dykasteriach: ds. Ewangelizacji; Nauki Wiary; ds. Biskupów; ds. Popierania Jedności Chrześcijan; ds. Dialogu Międzyreligijnego; ds. Kultury i Edukacji; ds. Tekstów Prawnych. Brał udział w konklawe 2025, które wybrało papieża Leona XIV.